# Mya uzenensis
Mya uzenensis är en musselart som beskrevs av Nomura och Zimbo 1937. Mya uzenensis ingår i släktet Mya och familjen sandmusslor. Inga underarter finns listade i Catalogue of Life.